# 性海寺 (姫路市)
性海寺（しょうかいじ）は、兵庫県姫路市夢前町宮置にある、天台宗の寺院である。山号は冨田山（とみたさん）。

## 概要・歴史
霊亀2年（716年頃）、法相宗の名匠で当県揖保郡矢田部出身の徳道によって開かれた。その後、永享11年（1439年頃）大洪水で壊れた本堂・坊舎を播磨国の守護赤松氏や英賀城主三木氏により再建されたと伝わる。また、今の本堂は寛文6年（1666年頃）に3度建てられたものである。
本尊は高さ1.8mの十一面千手観世音菩薩、脇仏地蔵菩薩・不動明王である。また、置塩城初代赤松政則（赤松15代）は、当山本尊を模した黄金一寸八分の守本尊を生涯放さず戦功をあげ赤松家再興を成し遂げ、遺言により当本尊の胎内に納めたとされる。
天正の頃、置塩城が豊臣秀吉に滅ぼされた後、当寺は衰微年月を重ね荒廃精舎、尊像も朽ちる。
江戸時代、天台宗の一僧侶智琳が当寺の様をなげき、当村の長者衣笠氏、有賀等と力を合わせ再建した（寛文6年）。以来、天台宗の寺院となる。また同じ頃慶雲寺の南室和尚（1591年 – 1671年、大悲弘済禅師）によって播磨西国三十三箇所の札所に選定され、地元のみならず播磨一円から参拝者が訪れるようになった。

## 伽藍・境内施設
- 本堂 - 播磨西国三十三箇所 第2番札所
- 弁天堂 - 夢前七福神 - 第7番札所
- 講堂
- 手水舎
- 鐘楼
- 傳教大師銅像
- 殉國英霊之碑
- 五葉松

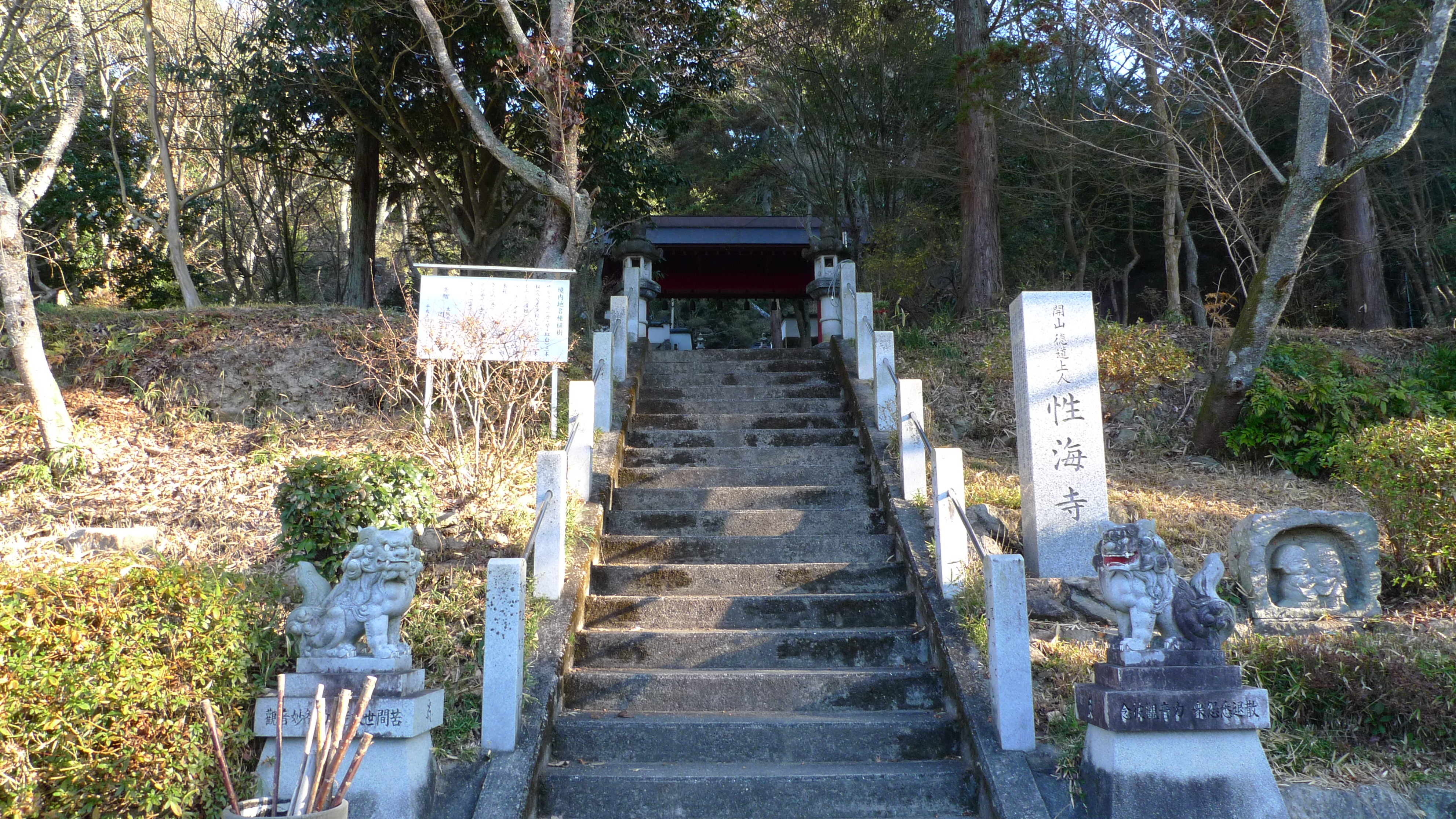
参道
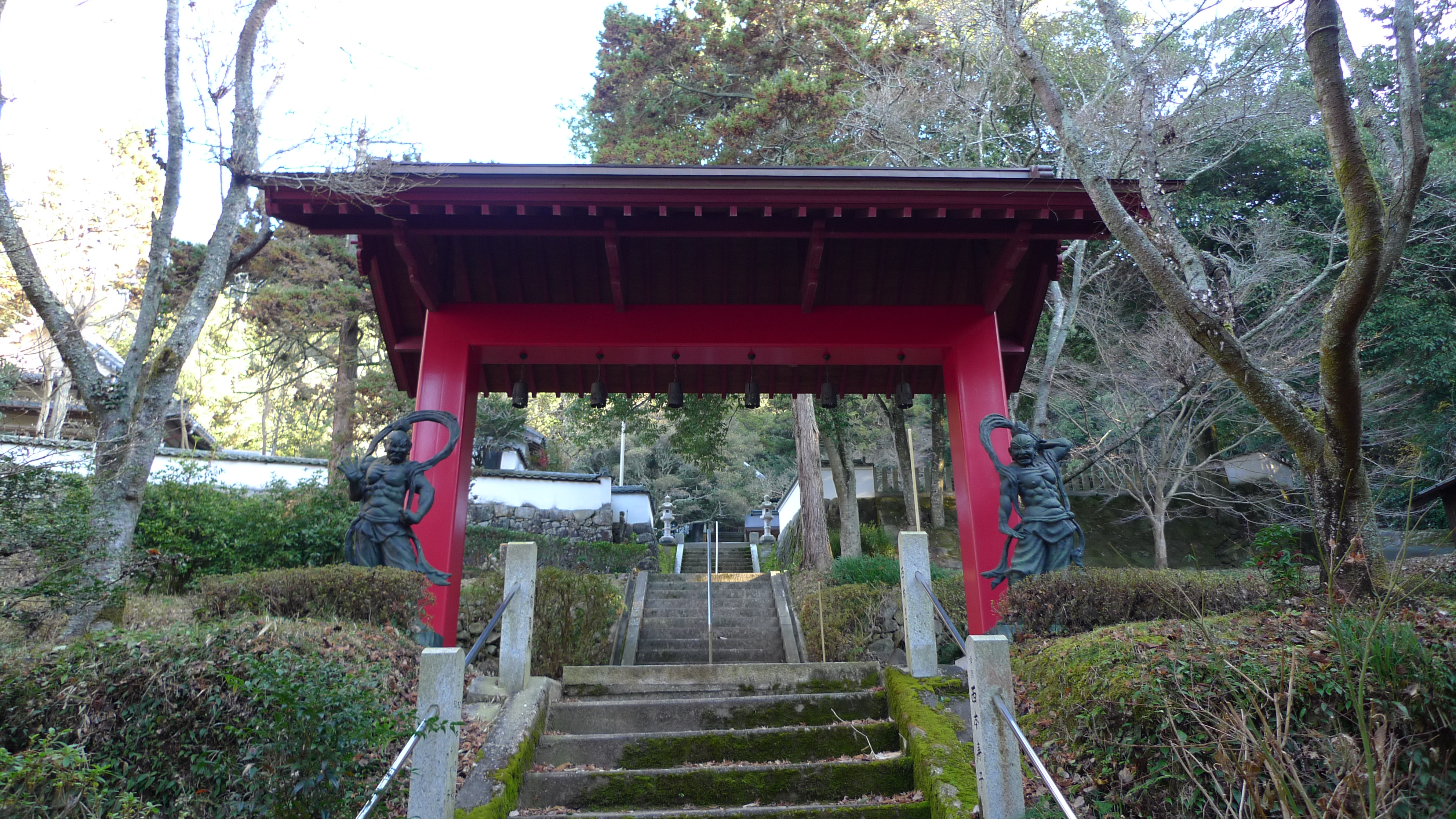
山門
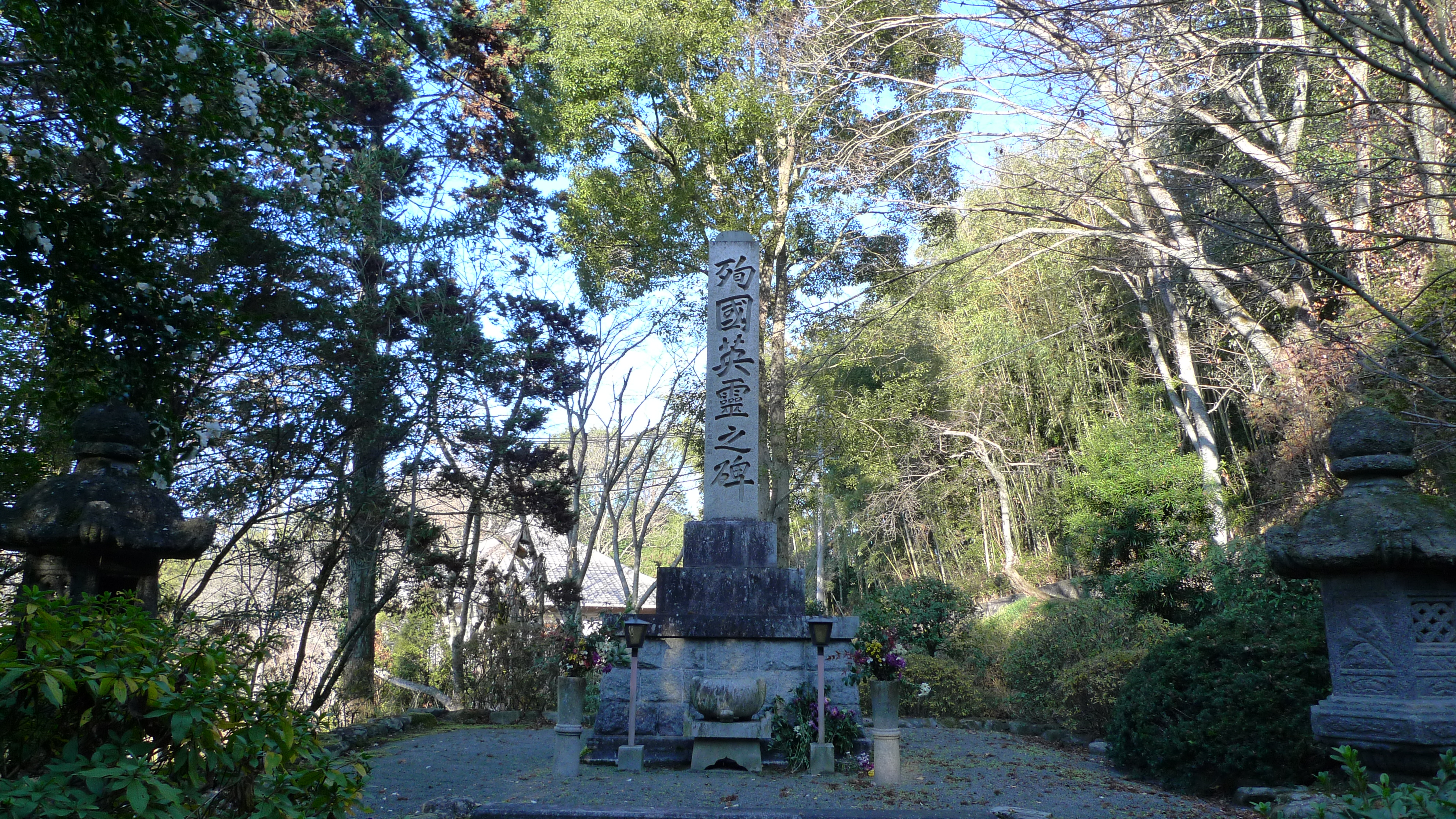
殉國英霊之碑
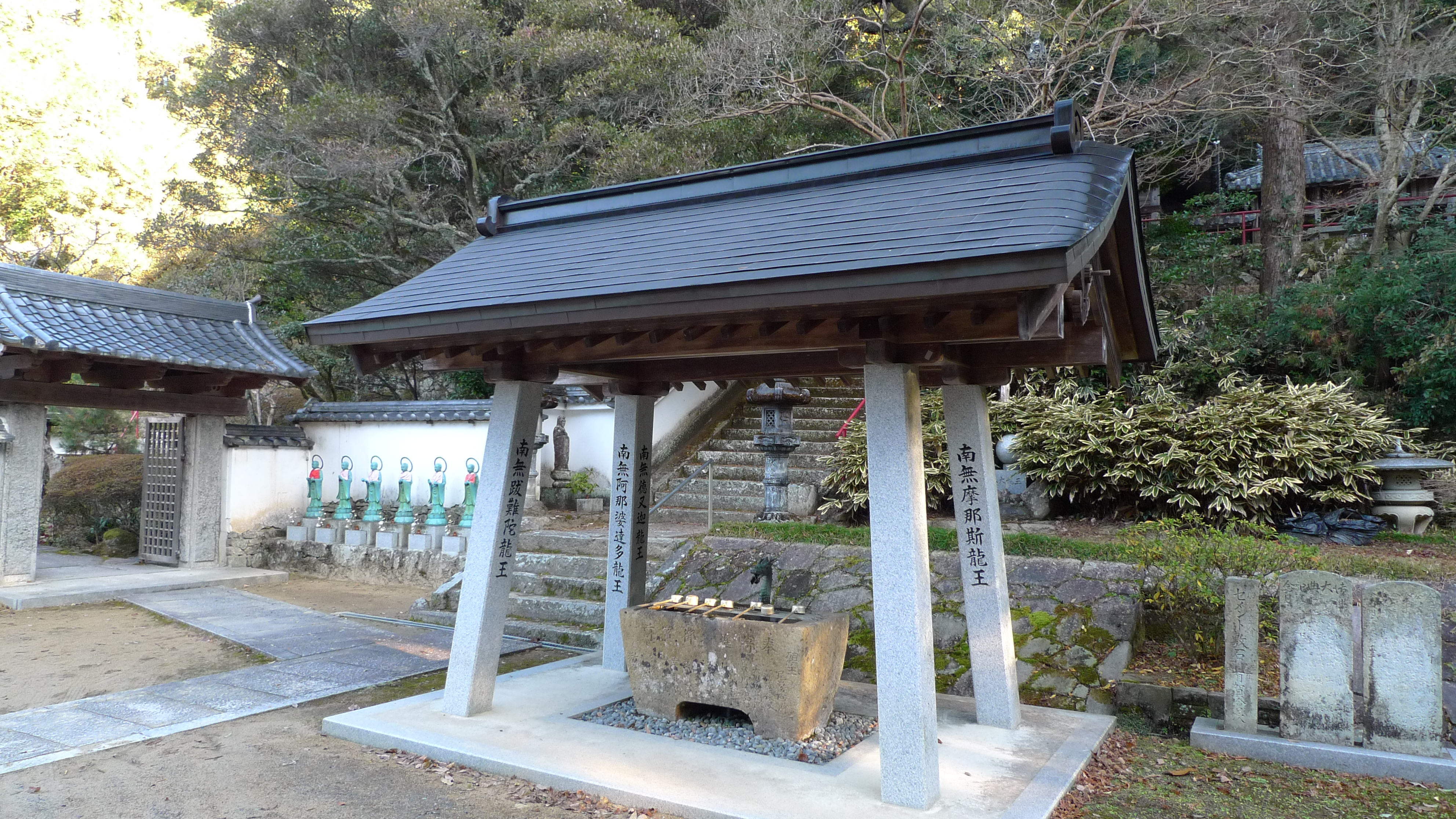
手水舎
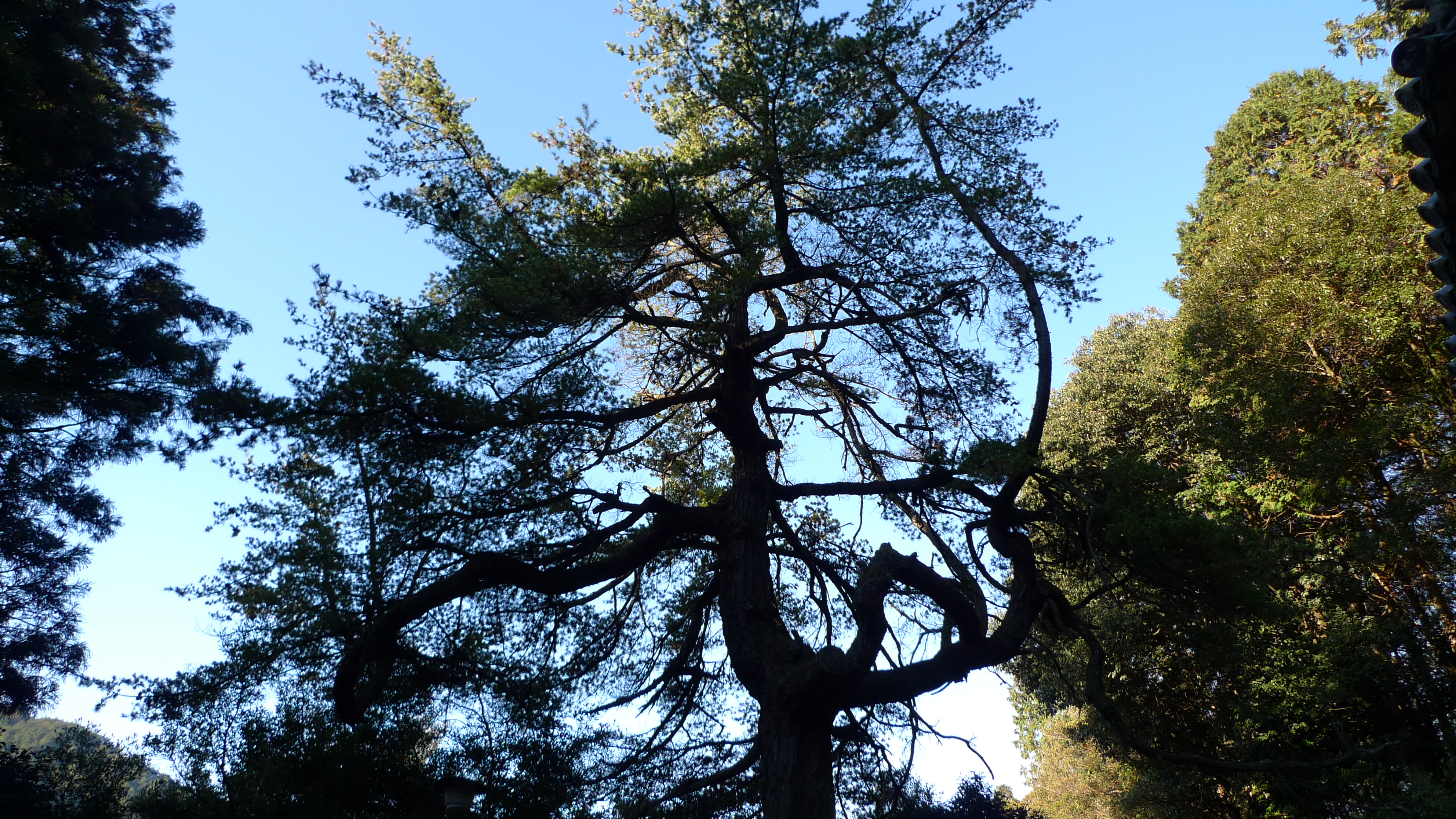
五葉松
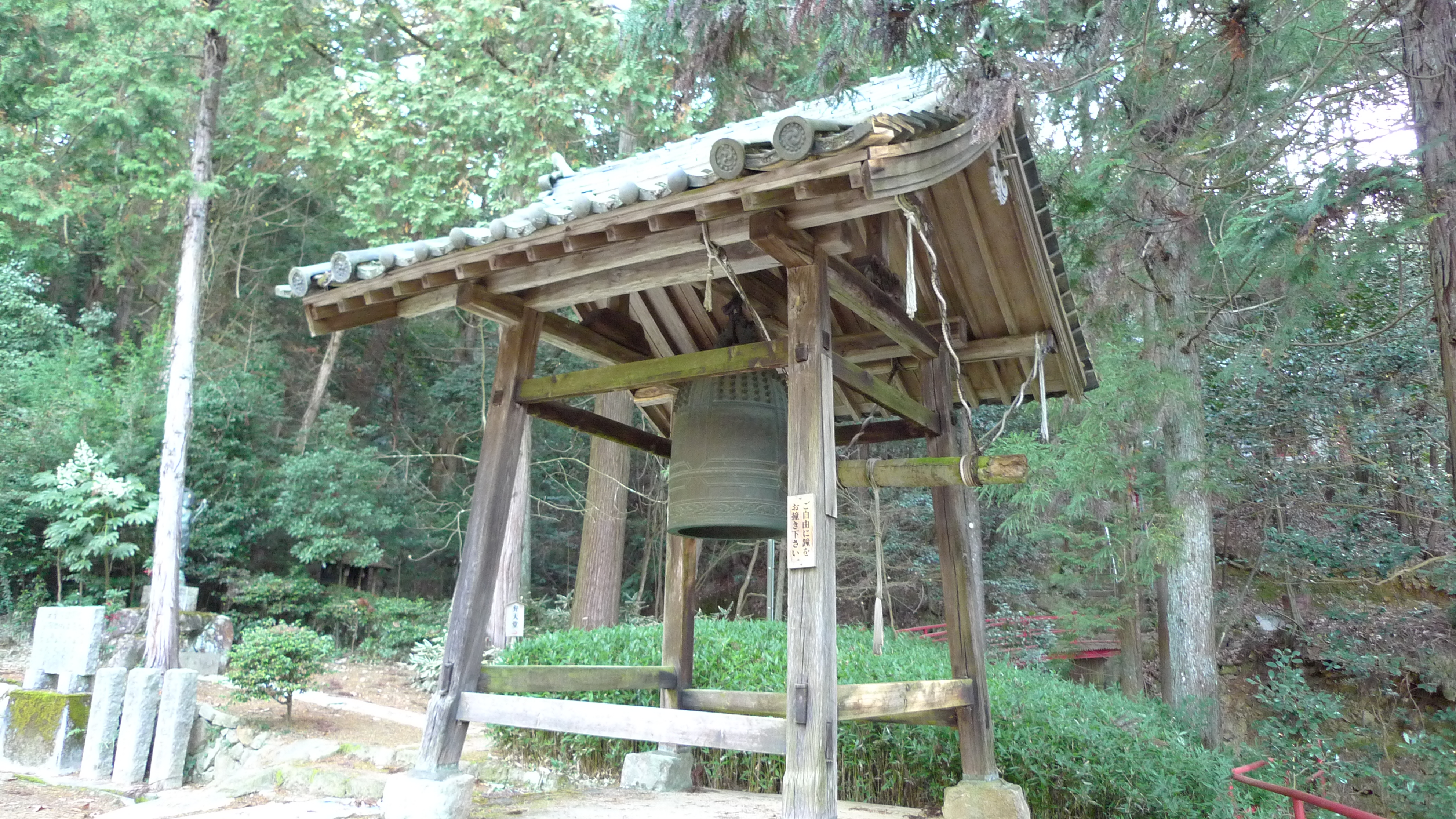
鐘楼
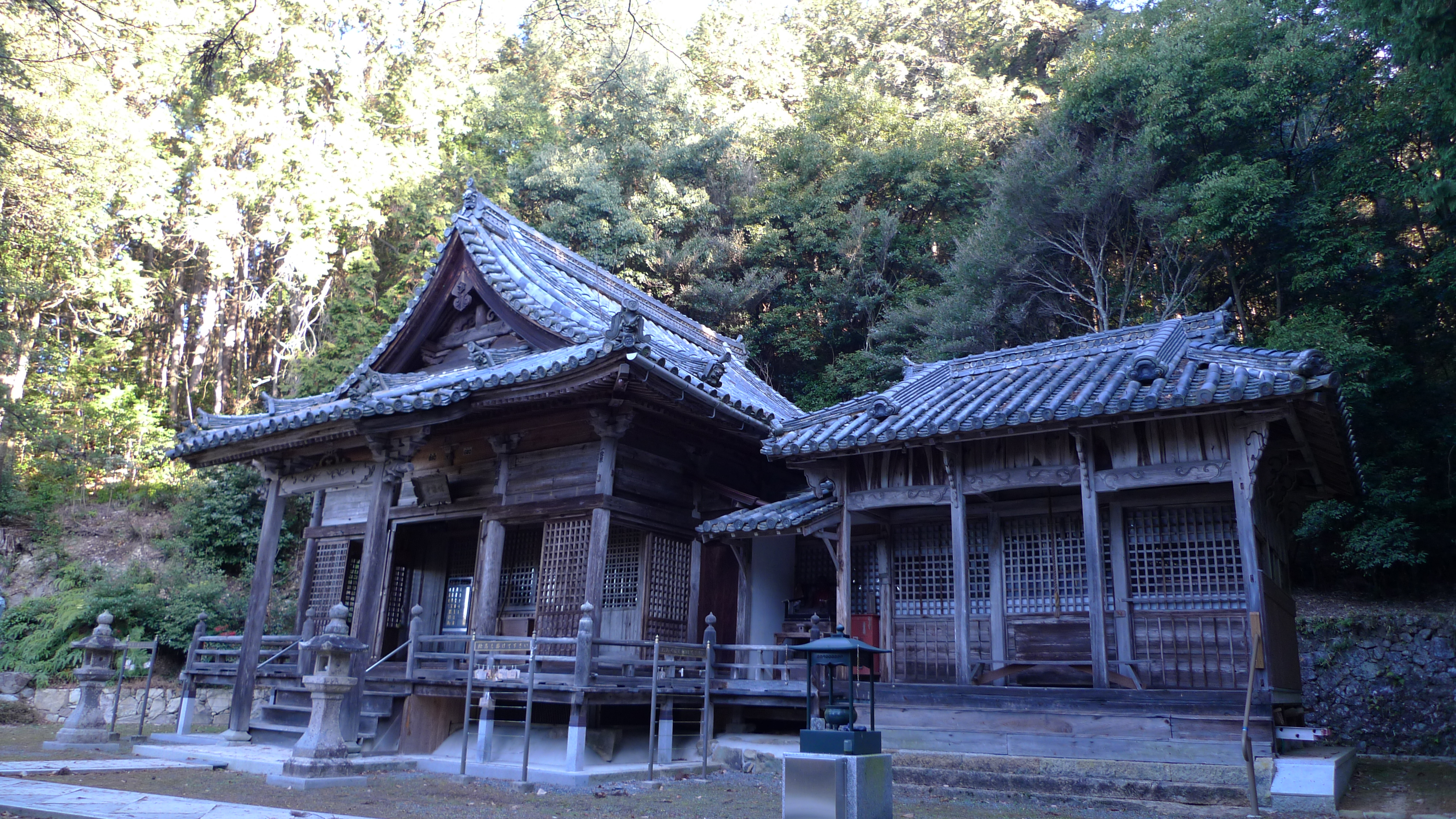
本堂
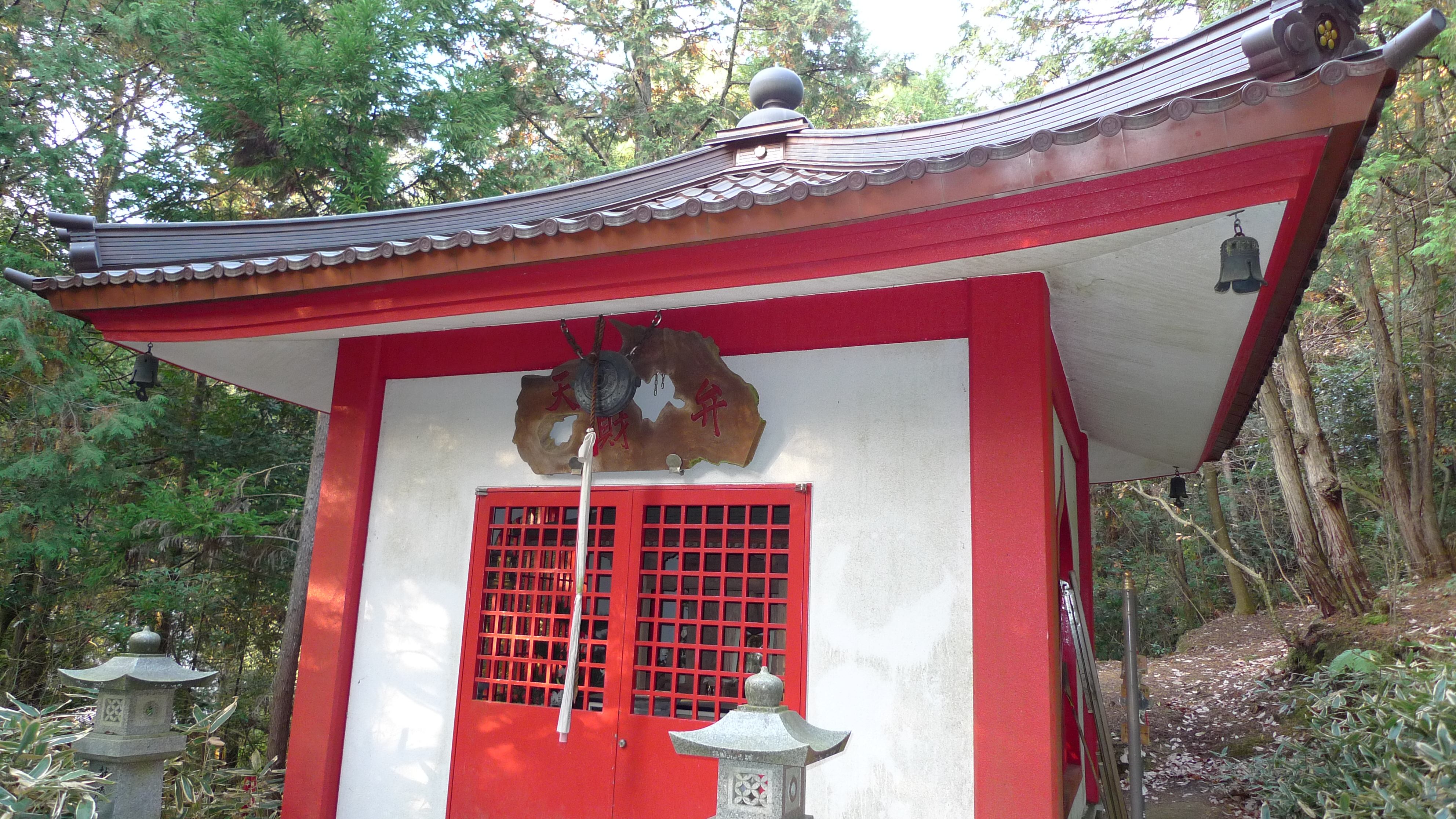
弁天堂

## 隣の札所
- 播磨西国三十三箇所
01 圓教寺 - 02 性海寺 - 03 八葉寺
- 夢前七福神
06 蓮華寺 - 07 性海寺

## 交通
JR姫路駅より神姫バス前之庄行き・古瀬畑行き・雪彦山行きに乗車「宮置」停留所下車。東へ徒歩約800m。

## 周辺情報
- 富田山霊園
- 特別養護老人ホーム光寿園
- グループホーム千手荘
- 置塩城
- 置塩小学校
- 置塩幼稚園